# Giovanni da Milano
Giovanni di Giacomo di Guido da Caversago, vanligen kallad Giovanni da Milano, född 1325, död 1370, italiensk målare verksam i Florens och Milano.
Sitt namn till trots var Giovanni framför allt aktiv i Florens men han fick sin utbildning i Milano. Han påverkades dels av den s.k. Internationella gotiken från Frankrike, dels av Giotto. Han är mest omtalad för freskerna i Basilica di Santa Croce di Firenze och polyptyken i Prato där han försökte kombinera den detaljerade modelleringen som förknippas med måleriet i Florens med den värme och finhet som utmärkte Sienamålarna.

## Några verk
- Scener ur Jungfru Marias liv, Basilica di Santa Croce di Firenze, 1365
- Scener ur Magdalenas liv, 1365
- Jungfruns födelse, 1365
- Franciskus av Assisi, 1360
- Polyptyk med Madonna och helgon, även kallad Polyptyken i Prato, 1355